# فرودگاه بین‌المللی کلکسیکو
فرودگاه بین‌المللی کلکسیکو (به انگلیسی: Calexico International Airport) یک فرودگاه همگانی بهره‌برداری هوایی با کد یاتا CXL است که یک باند فرود آسفالت دارد و طول باند آن ۱۴۲۶ متر است. این فرودگاه در شهر کالکزیکو، کالیفرنیا کشور ایالات متحده آمریکا قرار دارد و در ارتفاع ۱ متری از سطح دریا واقع شده‌است.